# هليلج أليف الكالسيوم
هليلج أليف الكالسيوم (الاسم العلمي:Terminalia calcicola) هو نوع من النباتات يتبع جنس الهليلج من الفصيلة القمبريطية.